# Glyphis garricki
Glyphis garricki ist eine relativ große Art der Flusshaie (Glyphis) innerhalb der Requiemhaie (Carcharhinidae). Der Hai kommt in Brackwassergebieten und im angrenzenden Meer an der Küste des australischen Northern Territory vor. Auch bei Flusshaien im Fly River im Südwesten von Papua-Neuguinea könnte es sich um diese Art handeln.

## Merkmale

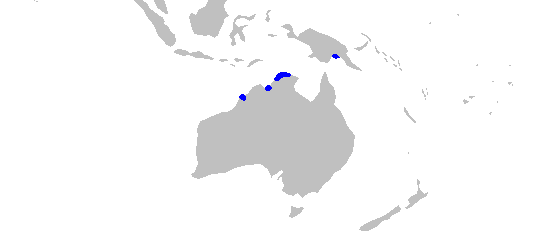
Verbreitungsgebiet

Glyphis garricki wird 1,45 (Männchen) bis 2,50 (Weibchen) Meter lang. Er hat einen stämmigen Körper, der oberseits grau, unterseits weiß ist und ansonsten keine weiteren Farbmarkierungen aufweist. Die Flossenränder sind dunkel bzw. schwarz. Der Kopf ist abgeflacht, das kurze Rostrum ist bei Sicht von oben oder unten breit abgerundet, die Augen sind klein, Spritzlöcher fehlen. Im Oberkiefer sind die Zähne breit und dreieckig mit gesägten Kanten, im Unterkiefer schmaler mit schlanker Spitze. Die erste Rückenflosse steht über dem hinteren Drittel der Brustflossen, die zweite Rückenflosse erreicht zwei Drittel der Höhe der ersten. Ein Interdorsalkamm fehlt. Die Afterflosse hat an ihrem hinteren Rand eine sehr tiefe Einbuchtung.
Im Verbreitungsgebiet von Glyphis garricki kommt auch der Bullenhai (Carcharhinus leucas) vor. Glyphis garricki kann von ihm unterschieden werden durch seine größere zweite Rückenflosse und durch die kleinen Augen, die noch im graugefärbten Kopfbereich liegen, während die Augen des Bullenhais direkt auf der Grenzlinie zwischen grauer Oberseite und weißlicher Unterseite liegen. Außerdem ist Glyphis garricki stahlgrau, im Unterschied zum Gelbgrau des Bullenhais.

## Gefährdung
Glyphis garricki wird in der Roten Liste der IUCN als vom Aussterben bedroht ("Critically Endangered") eingestuft. Insgesamt soll es nur 250 geschlechtsreife Exemplare geben und keine Teilpopulation umfasst mehr als 50 Individuen.

## Belege
1. ↑  Glyphis garricki in der Roten Liste gefährdeter Arten der IUCN 2008. Eingestellt von: Pogonoski, J. & Pollard, D. (SSG Australia & Oceania Regional Workshop, March 2003), 2008. Abgerufen am 12. August 2011.